# Gabriele Schmelz

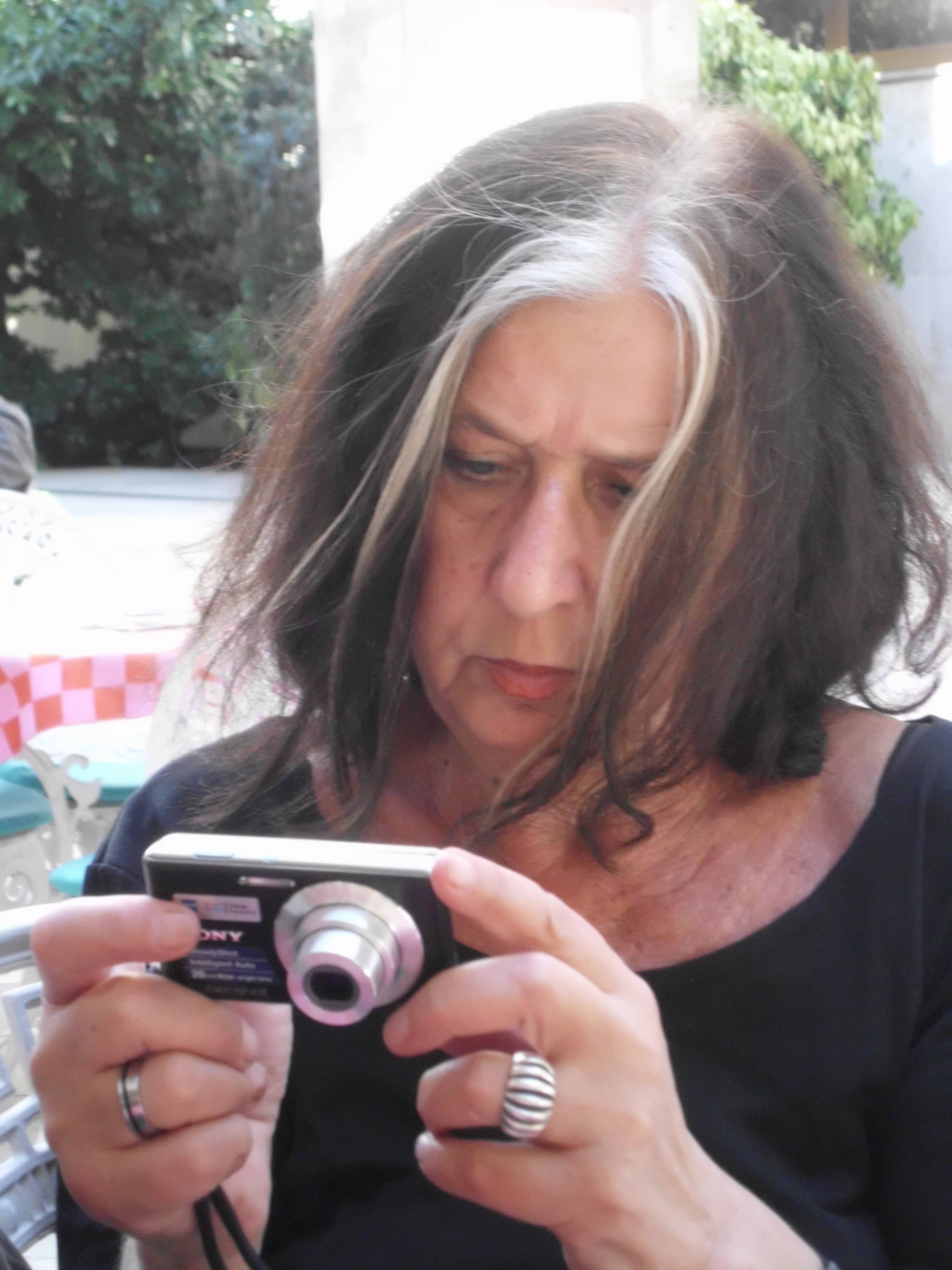
Gabriele Schmelz, 2011

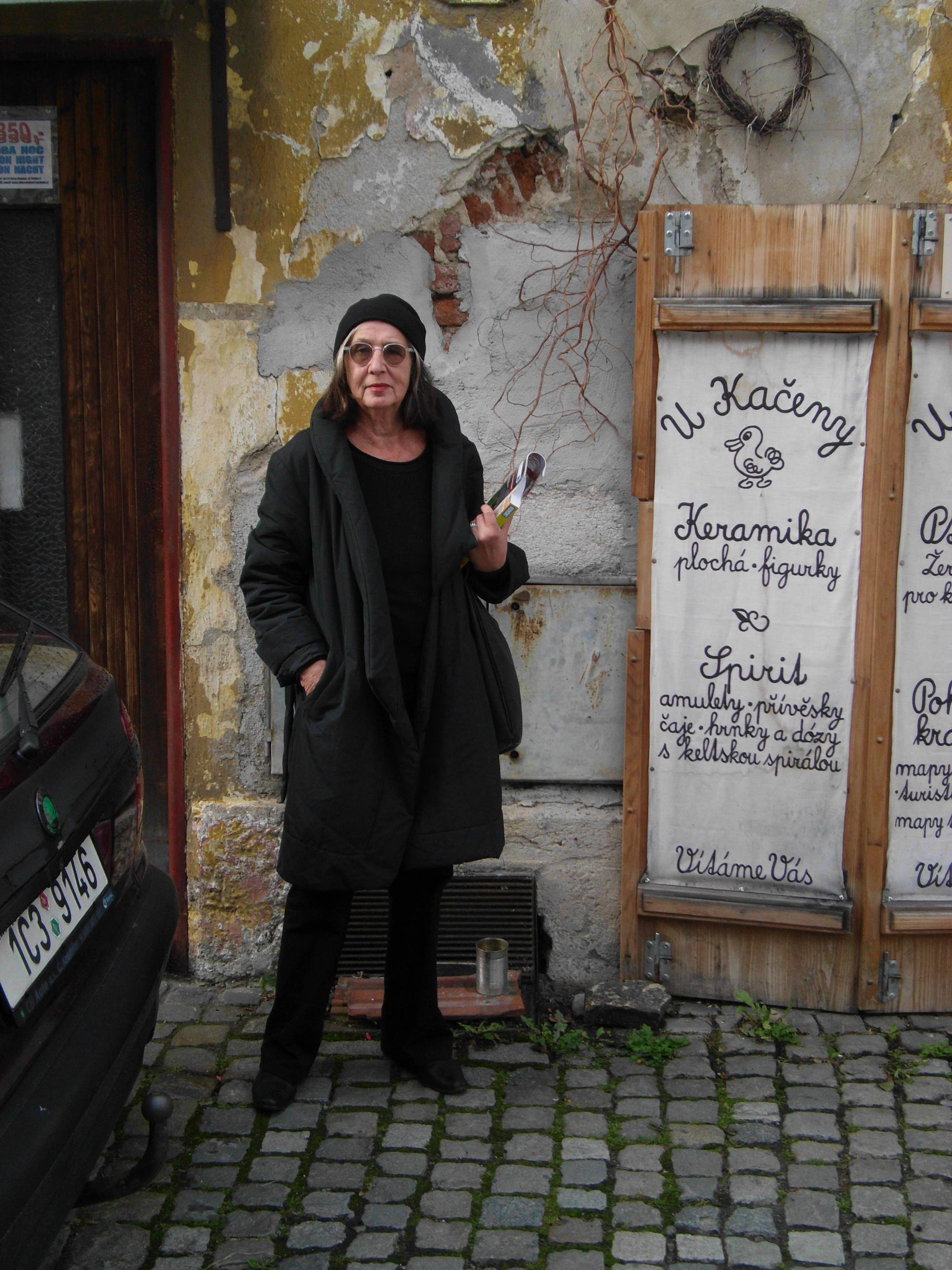
Gabriele Schmelz in Krumlov

Gabriele Schmelz (* 30. September 1946 in Berlin) ist eine Berliner Autorin.

## Leben und Wirken
Gabriele Schmelz studierte Germanistik, Französisch und Philosophie an der Freien Universität Berlin (1972 Magister Artium). 
Für den Rundfunk (Sender Freies Berlin (SFB), NDR, Bayerischer Rundfunk (BR), Deutschlandfunk (DLF), RBB Kulturradio), für Zeitungen und für Zeitschriften (u. a. Der Alltag. Die Sensationen des Gewöhnlichen) schrieb und schreibt sie Rezensionen, Essays, Rundfunkfeatures.
Von 1979 bis 1987 war sie Mitherausgeberin der Zeitschrift Literatur und Erfahrung. 1975 bis 1979 nahm sie teil an einem Forschungsprojekt an der FU Berlin zum Thema Literarische Sozialisation im Deutschunterricht. Gabriele Schmelz arbeitete als Redaktionsassistentin der Zeitschrift für Pädagogik und Volkshochschuldozentin. Sie war Co-Autorin und Regieassistentin bei dem Spielfilm Marmor, Stein und Eisen bricht von Hans Christof Stenzel, untertitelte Spielfilme in die englische Sprache. 1998 hatte sie ein Stipendium im Künstlerhaus Schloss Wiepersdorf. 
Seit 2006 betreut sie den künstlerischen Nachlass des Malers Janus Kadel, kuratierte diverse Ausstellungen und erstellte einen Katalog mit erstem Werküberblick.  
2014 initiierte sie den jährlichen Berliner KunstNachlassBasar in den Goerz-Höfen, 2015 im Rahmen der KulTour der Südwestpassage.

## Veröffentlichungen
- Der Zollstock (Prosa), Tebbert Verlag, Münster 1996, ISBN 978-3-929207-57-6
- Seele auf der Haut, Künstlerbuch: Gedichte von Gabriele Schmelz und Zeichnungen Andrea Kleber, Handpresse Edition Hugo Hoffmann, Berlin 2001
- Janus Kadel – ein Berliner Künstler von Gabriele Schmelz, in: Janus Kadel, Verlag Art In Flow Berlin, 2010, S. 4f. ISBN 978-3-938457-10-8

## Ausstellungen aus dem Nachlass Janus Kadel

### Einzelausstellungen
- Galerie Fort Knox (heute a.i.p. Galerie), Berlin (2006)
- Galerie Aue, Berlin (2007)
- Buchhändlerkeller, Berlin (2008)
- Buchhändlerkeller, Berlin (2010)
- Kunsthalle Brennabor, Brandenburg an der Havel (2011)
- Halle LinX, Goerz-Höfe, Berlin (2012)

### Gruppenausstellungen
- weidmannsheil wiensalonberlin, Berlin (2009)
- schwarzgold, Schloß Beesenstedt bei Halle a. d. Saale (2010)
- schattenhaft im österreichischen Kulturforum (Botschaft), Berlin (2010)

## Sonstiges
- Literatur und Erfahrung, Heft 1–17, Verlag Literatur & Erfahrung, Berlin und Paderborn, 1. Jg. 1979 (Mitherausgeberin der Zeitschrift von 1979–87), ISSN 0173-279X (1987)
- Marmor, Stein und Eisen bricht, BR Deutschland 1980/1981, Spielfilm (Regie-Assistenz, Drehbuch, Darstellerin)[6]
- Obszön – Der Fall Peter Herzl, Österreich / BR Deutschland 1981, Spielfilm (Darstellerin)[7]
- Wasser-Spiegel, Ausstellung mit eigenen Fotos in Brandenburg a. d. Havel und in der Galerie Terzo Mondo, Berlin 2011